# Onesikritos
Onesikritos (altgriechisch Ὀνησίκριτος Onēsíkritos, latinisiert Onesicritus; * im 4. Jahrhundert v. Chr.; † im 4. oder 3. Jahrhundert v. Chr.) aus Astypalea war ein griechischer Geschichtsschreiber. Er begleitete Alexander den Großen auf dessen Feldzug bis nach Indien und verfasste danach eine heute nur in Fragmenten überlieferte Biographie Alexanders. Er gehörte damit zu denjenigen Alexanderhistorikern, die selbst am Alexanderzug teilgenommen hatten und daher für die Überlieferung der Geschichte Alexanders besonders wichtig sind. Er war ein Schüler des Philosophen Diogenes von Sinope und vertrat daher kynische Überzeugungen.

## Leben
Viele Details zu Onesikritos’ Leben sind umstritten. So überliefert der Philosophiehistoriker Diogenes Laertios (ca. 3. Jahrhundert n. Chr.) eine Geschichte, wonach ein Onesikritos aus Aigina seine beiden Söhne Androsthenes und Philiskos nach Athen schickte, wo sie in den Dunstkreis des kynischen Philosophen Diogenes von Sinope gerieten und dessen Schüler wurden. Danach kam auch Onesikritos selbst nach Athen, war ebenso beeindruckt von Diogenes und wurde ebenfalls dessen Schüler. Nun gibt es aber unterschiedliche Forschungsmeinungen darüber, ob dieser Onesikritos (abgesehen von der Frage, ob er überhaupt existierte, ob also Diogenes Laertios’ Anekdote historisch ist) mit dem Alexanderhistoriker identisch ist. Denn einerseits scheint gesichert (d. h. auch durch andere, glaubwürdige Quellen bezeugt, in diesem Fall Arrian), dass Onesikritos ursprünglich von der Insel Astypalea kam und nicht von der Insel Aigina. Außerdem würde es bedeuten, dass Onesikritos bereits erwachsene Söhne hatte, als er sich mit Alexander auf die Reise begab; dass er also zu diesem Zeitpunkt bereits mindestens 40 Jahre alt war, was manchen Forschern als unwahrscheinlich erscheint. Andererseits ist ebenfalls gesichert, dass Onesikritos Schüler des Diogenes war. Diogenes starb Ende der 320er Jahre v. Chr., also während oder unmittelbar nach dem Alexanderzug. Onesikritos scheint auch bereits auf dem Alexanderzug kynische Ideen vertreten zu haben. Das macht die Anekdote wiederum glaubhaft; sie würde auch bedeuten, dass Onesikritos sich zwischenzeitlich auf Aigina niedergelassen hatte. Ob Onesikritos sich auch selbst als Philosoph betätigte, ist nicht überliefert.
Jedenfalls nahm Onesikritos dann im Gefolge Alexanders des Großen am Alexanderzug teil. Ob er von Anfang an dabei war oder erst in den späteren Jahren in Indien dazukam, ist wiederum unklar, da er in der Überlieferung zunächst nicht auftaucht. Alexander soll ihn 326 v. Chr. in Indien ausgewählt haben, um eine Besprechung mit den Gymnosophisten zu halten.
Als die am Fluss Hydaspes erbaute Flotte die Rückreise antrat, diente Onesikritos (der wohl als Inselgrieche über seemännische Erfahrungen verfügte) zunächst für die Schifffahrt am Hydaspes und Indus als Steuermann des königlichen Schiffs Alexanders. Anschließend fungierte er während der Rückfahrt der Flotte von der Indusmündung zum Persischen Golf als Obersteuermann unter dem Kommando des Nearchos, wobei es zwischen beiden zu einigen Spannungen kam. Als nämlich die Flotte bei Kap Maketa die Einfahrt in den Persischen Golf erreicht hatte, machte Onesikritos die verwegene Empfehlung, nicht den Weg durch den Golf zu nehmen, sondern westlich längs der arabischen Küste weiterzusegeln und Arabien zu umschiffen. Onesikritos behauptete, dass dies die leichtere Route sei. Sein Vorschlag widersprach Alexanders Anweisung, keine Entdeckungsreise zu unternehmen, sondern die unterworfenen Gebiete geopolitisch zu erschließen. Nearchos sprach sich strikt dagegen aus und sagte Onesikritos deutlich seine Meinung. Er führte aus, dass eine Reise längs der arabischen Küste noch mehr unbekannte Gefahren bergen könne und deshalb für alle sehr riskant wäre. Mit diesen Argumenten konnte er sich durchsetzen, sodass die Route durch den Persischen Golf gewählt wurde. Dennoch wurde Onesikritos ebenso wie Nearchos nach der Rückkehr in Susa mit einem Goldkranz ausgezeichnet. Nach seinem eigenen Zeugnis war Onesikritos außerdem Anfang 324 v. Chr. bei der Selbstverbrennung des indischen Gymnosophisten Kalanos anwesend.
Es ist schwierig zu bestimmen, wann Onesikritos sein Geschichtswerk über Alexander verfasste. Offenbar las er das vierte Buch seines Werks dem Diadochen Lysimachos an dessen Hof vor, als dieser, der vorher ebenfalls Alexander begleitet hatte, bereits König von Thrakien war, also nach 305 v. Chr. Daraus ergibt sich, dass er das Werk wohl vorher verfasst hatte. Er muss es aber schon wesentlich früher begonnen haben, weil sich Nearchos’ eigene Alexandergeschichte, die er vielleicht im ersten Jahrzehnt nach Alexanders Tod verfasste, auf bereits veröffentlichte Bücher des Onesikritos bezieht. Auch die um 310 v. Chr. entstandene Alexandergeschichte des Kleitarchos bezieht sich auf die des Onesikritos. Ansonsten sind Details aus Onesikritos’ Leben nach dem Tod Alexanders und das Jahr seines Ablebens unbekannt.

## Werk
Onesikritos schrieb eine Biografie Alexanders (πῶς Ἀλέξανδρος ἤχθη, Wie Alexander aufwuchs), die zusätzlich zu den geschichtlichen Details auch Beschreibungen der besuchten Länder enthielt, vor allem Indiens.
Die Zuverlässigkeit des Werks, das nur fragmentarisch erhalten ist, galt den antiken Autoren als gering. Besonders Strabon tadelte Onesikritos für das, was er als seine Lobhymnen, Übertreibungen und seinen Hang zum Fantastischen wahrnahm. Durch Kleitarchos wissen wir, dass Onesikritos auch den Mythos einer Begegnung Alexanders mit Thalestris, Königin der Amazonen, begründete. Laut einer von Plutarch erzählten Anekdote soll Onesikritos diese Episode dem Diadochen Lysimachos vorgelesen haben. Lysimachos, der zum Zeitpunkt dieser vermeintlichen Begegnung in der Nähe Alexanders gewesen war, habe Onesikritos angelächelt und gefragt: „Und wo, bitteschön, war ich zu dieser Zeit?“.
Die moderne Forschung hat diese antiken Bewertungen teilweise übernommen, aber teilweise auch zurückgewiesen bzw. weiterentwickelt. Seine von Strabon geschmähten Passagen zu Indien etwa scheinen in der neueren Forschung, die sie auch mit indischen Quellen aus derselben Zeit abgeglichen hat, als durchaus glaubwürdig. Sein Periplus (Beschreibung der Küsten Indiens) war vermutlich Teil seines Werkes und wurde auch von Plinius dem Älteren verwendet.
Onesikritos war ein Schüler des kynischen Philosophen Diogenes von Sinope und wird von dem antiken Philosophiehistoriker Diogenes Laertios zu den Kynikern gezählt. Auch die erhaltenen Fragmente seiner Biographie Alexanders zeigen seine Beeinflussung durch kynisches Gedankengut. So trägt etwa die Lebensweise der Gymnosophisten sowie der Menschen im Land des Musikanos am unteren Indus – wie Onesikritos sie beschreibt – deutliche Züge der von den Kynikern propagierten Lebensweise. Etwa sollen sie auf Luxus verzichtet und in Askese gelebt haben. Allerdings weist die neuere Forschung, die Onesikritos’ Berichte mit anderen Quellen zum Alten Indien abgeglichen hat, darauf hin, dass seine Berichte über die „nackten Weisen“ durchaus realistisch sein könnten. Die Ähnlichkeiten mit der kynischen Philosophie könnten eher auf tatsächliche kulturelle Analogien in der asketischen Lebensweise zurückgehen.

## Textausgaben, Quellensammlungen, Übersetzungen
Originaltexte (Fragmente und Testimonien)
- Michael Whitby: Onesikritos (134). In: Jacoby Online. Brill’s New Jacoby. Teil II, herausgegeben von Ian Worthington. Brill, Leiden 2011 (online, kostenpflichtig; aktuelle Ausgabe mit allen erhaltenen Fragmenten und weiteren Zeugnissen, auch in englischer Übersetzung).
- Gabriele Giannantoni: Socratis et Socraticorum Reliquiae. Band 2, Bibliopolis, Neapel 1990, Abschnitt V-C (online).
- Felix Jacoby: Die Fragmente der griechischen Historiker. Teil 2,B, Weidmann, Berlin 1926–1930, Nr. 134 (enthält alle antiken Zeugnisse).

Übersetzung
- Georg Luck (Hrsg.): Die Weisheit der Hunde. Texte der antiken Kyniker in deutscher Übersetzung mit Erläuterungen (= Kröners Taschenausgabe. Band 484). Kröner, Stuttgart 1997, ISBN 3-520-48401-3, S. 227–231.